# 佐藤太輔
佐藤 太輔（さとう だいすけ、1982年9月13日 - ）は、日本の元俳優、スーツアクター。大阪府出身。元ジャパンアクションエンタープライズ所属。

## 来歴
東京ドームシティアトラクションズ・スカイシアターでのショー出演を経て、特撮テレビドラマ『炎神戦隊ゴーオンジャー』からスーパー戦隊シリーズのスーツアクターを担当する。『海賊戦隊ゴーカイジャー』のゴーカイシルバー役でヒーローを初担当。『仮面ライダー鎧武/ガイム』以降は仮面ライダーシリーズにメインスーツアクターの1人として参加する。
『ゴーカイジャー』での抜擢は、平均的な身長であったことから歴代6番目の戦士の衣裳をフィッティングしていたところ、その様子を見ていた東映プロデューサーの宇都宮孝明が起用を決めたという。
現在は、スーツアクター以前に働いていた俥夫に戻って活躍している。

## 出演

### テレビドラマ
- サラリーマン金太郎（2008年、テレビ朝日） - 永井大スタンドイン

### 特撮テレビドラマ
- 仮面ライダーシリーズ（テレビ朝日）
  - 仮面ライダー響鬼（2005年 - 2006年）
  - 仮面ライダーカブト（2006年 - 2007年） - ワームサナギ体、ゼクトルーパー[要出典]
  - 仮面ライダー電王（2007年 - 2008年） - 再生イマジン[要出典]、補助
  - 仮面ライダーキバ（2008年 - 2009年） - 再生ファンガイア[要出典]、補助
  - 仮面ライダーディケイド（2009年） - 仮面ライダー、怪人[要出典] 他
  - 仮面ライダーW（2009年 - 2010年） - 補助
  - 仮面ライダーオーズ/OOO（2010年 - 2011年） - 補助
  - 仮面ライダーフォーゼ（2011年 - 2012年） - 補助
  - 仮面ライダーウィザード（2012年 - 2013年）
  - 仮面ライダー鎧武/ガイム（2013年 - 2014年） - 仮面ライダー龍玄[5]、仮面ライダーナックル[6]、仮面ライダー斬月・真（第36話以降[7]）、デェムシュ[8]、仮面ライダー鎧武（終盤[9]）、ビャッコインベス（第1話）[10]
  - 仮面ライダードライブ（2014年 - 2015年） - ブレンロイミュード[11]
  - 仮面ライダーゴースト（2015年 - 2016年）
- スーパー戦隊シリーズ（テレビ朝日）
  - 魔法戦隊マジレンジャー（2005年 - 2006年）
  - 轟轟戦隊ボウケンジャー（2006年 - 2007年） - カース[要出典] 他
  - 獣拳戦隊ゲキレンジャー（2007年 - 2008年） - リンシー[要出典]
  - 炎神戦隊ゴーオンジャー（2008年 - 2009年） - 蛮機獣[2]、ハツデンバンキ[12]、ゴーオンレッド（ハツデンバンキ）[13]
  - 侍戦隊シンケンジャー（2009年 - 2010年） - アヤカシ[14]（ウシロブシ[15]）、ナナシ連中[14]
  - 天装戦隊ゴセイジャー（2010年 - 2011年） - データスハイパー[16]、怪人、魔虫兵ビービ、水泳選手 役、補助
  - 海賊戦隊ゴーカイジャー（2011年 - 2012年） - ゴーカイシルバー[17][2]、ジェラシット[18][2]、行動隊長[2]、伊狩鎧（吹き替え）[19]
  - 特命戦隊ゴーバスターズ（2012年 - 2013年） - ビート・J・スタッグ / スタッグバスター[20]
  - 獣電戦隊キョウリュウジャー（2013年 - 2014年） - プテライデンオー[21]
  - 烈車戦隊トッキュウジャー（2014年 - 2015年）
  - 手裏剣戦隊ニンニンジャー（2015年 - 2016年） - 妖怪コナキジジイ[22]
  - 動物戦隊ジュウオウジャー（2016年 - 2017年） - ジャグド[23]

#### テレビスペシャル
- 烈車戦隊トッキュウジャーVS仮面ライダー鎧武 春休み合体スペシャル（2014年、テレビ朝日）
- 手裏剣戦隊ニンニンジャーVS仮面ライダードライブ 春休み合体1時間スペシャル（2015年、テレビ朝日）

### 映画
- 仮面ライダーシリーズ
  - 劇場版 仮面ライダー響鬼と7人の戦鬼（2005年） - 魔化魍忍群
  - 劇場版 仮面ライダー電王&キバ クライマックス刑事（2008年）[24] - ファンガイアの男 役 ※ノンクレジット
  - 劇場版 超・仮面ライダー電王&ディケイド NEOジェネレーションズ 鬼ヶ島の戦艦（2009年）
  - 劇場版 仮面ライダーディケイド オールライダー対大ショッカー（2009年） - 仮面ライダースーパー1[25]、仮面ライダーZX[25] 他
  - 仮面ライダー×仮面ライダー W&ディケイド MOVIE大戦2010（2009年）
  - 仮面ライダー×仮面ライダー×仮面ライダー THE MOVIE 超・電王トリロジー（2010年）
    - EPISODE BLUE 派遣イマジンはNEWトラル
    - EPISODE YELLOW お宝DEエンド・パイレーツ

  - オーズ・電王・オールライダー レッツゴー仮面ライダー（2011年） - 仮面ライダー[26]
  - 仮面ライダーフォーゼ THE MOVIE みんなで宇宙キターッ!（2012年）
  - 劇場版 仮面ライダーウィザード in Magic Land（2013年）
  - 仮面ライダー×仮面ライダー 鎧武&ウィザード 天下分け目の戦国MOVIE大合戦（2013年） - 仮面ライダー龍玄[27]
  - 劇場版 仮面ライダー鎧武 サッカー大決戦!黄金の果実争奪杯!（2014年） - 仮面ライダー龍玄[28]
  - 仮面ライダー×仮面ライダー ドライブ&鎧武 MOVIE大戦フルスロットル（2014年） - 仮面ライダー龍玄、ブレンロイミュード[27]
  - 劇場版 仮面ライダードライブ サプライズ・フューチャー（2015年）
  - 仮面ライダー×仮面ライダー ゴースト&ドライブ 超MOVIE大戦ジェネシス（2015年）
  - 仮面ライダー1号（2016年）
- スーパー戦隊シリーズ
  - 魔法戦隊マジレンジャー THE MOVIE インフェルシアの花嫁（2005年）
  - 電影版 獣拳戦隊ゲキレンジャー ネイネイ!ホウホウ!香港大決戦（2007年）
  - 炎神戦隊ゴーオンジャー BUNBUN!BANBAN!劇場BANG!!（2008年）
  - 劇場版 炎神戦隊ゴーオンジャーVSゲキレンジャー（2009年）
  - 侍戦隊シンケンジャー 銀幕版 天下分け目の戦（2009年） - クサレナナシ連中[14]
  - 侍戦隊シンケンジャーVSゴーオンジャー 銀幕BANG!!（2010年）
  - 天装戦隊ゴセイジャー エピックON THEムービー（2010年）
  - 天装戦隊ゴセイジャーVSシンケンジャー エピックon銀幕（2011年） - ゴセイブルー[29]
  - ゴーカイジャー ゴセイジャー スーパー戦隊199ヒーロー大決戦（2011年）
  - 海賊戦隊ゴーカイジャー THE MOVIE 空飛ぶ幽霊船（2011年） - ゴーカイシルバー[30]
  - 特命戦隊ゴーバスターズ THE MOVIE 東京エネタワーを守れ!（2012年） - ビート・J・スタッグ[31]
  - 特命戦隊ゴーバスターズVS海賊戦隊ゴーカイジャー THE MOVIE（2013年） - ビート・J・スタッグ / スタッグバスター、ゴーカイシルバー[32]
  - 劇場版 獣電戦隊キョウリュウジャー ガブリンチョ・オブ・ミュージック（2013年）
  - 獣電戦隊キョウリュウジャーVSゴーバスターズ 恐竜大決戦! さらば永遠の友よ（2014年） - ビート・J・スタッグ / スタッグバスター[32]
  - 手裏剣戦隊ニンニンジャーVSトッキュウジャー THE MOVIE 忍者・イン・ワンダーランド（2016年）
- スーパーヒーロー大戦シリーズ
  - 仮面ライダー×スーパー戦隊 スーパーヒーロー大戦（2012年） - ゴーカイシルバー[33]
  - 仮面ライダー×スーパー戦隊×宇宙刑事 スーパーヒーロー大戦Z（2013年） - ゴーカイシルバー[33]
  - 平成ライダー対昭和ライダー 仮面ライダー大戦 feat.スーパー戦隊（2014年） - 仮面ライダー龍玄[27]
  - スーパーヒーロー大戦GP 仮面ライダー3号（2015年）
- 海賊戦隊ゴーカイジャーVS宇宙刑事ギャバン THE MOVIE（2012年） - ジェラシット[34]

### オリジナルビデオ
- スーパー戦隊シリーズ
  - 獣拳戦隊ゲキレンジャーVSボウケンジャー（2008年）
  - 侍戦隊シンケンジャー スペシャルDVD 光侍驚変身（2009年）
  - 帰ってきた侍戦隊シンケンジャー 特別幕（2010年）
  - 帰ってきた天装戦隊ゴセイジャー last epic（2011年）
  - 海賊戦隊ゴーカイジャー キンキンに!ド派手に行くぜ!36段ゴーカイチェンジ!!（2011年）
  - 特命戦隊ゴーバスターズVSビートバスターVS J（2012年）
  - 帰ってきた特命戦隊ゴーバスターズVS動物戦隊ゴーバスターズ（2013年）
  - 忍風戦隊ハリケンジャー 10 YEARS AFTER（2013年）
  - テン・ゴーカイジャー（2022年） - ゴーカイシルバー[35]
- 仮面ライダーシリーズ
  - 仮面ライダーW RETURNS 仮面ライダーアクセル（2011年）
  - てれびくん超バトルDVD 仮面ライダー鎧武 フレッシュオレンジアームズ誕生! 〜君もつかめ!フレッシュの力〜（2014年）
  - 仮面ライダードライブ シークレット・ミッション type TV-KUN ハンター&モンスター! 超怪盗の謎を追え!（2014年）
  - 鎧武外伝（2015年）
    - 仮面ライダー斬月/仮面ライダーバロン
    - 仮面ライダーデューク/仮面ライダーナックル - 仮面ライダーナックル[36]、仮面ライダー龍玄[37]、仮面ライダーシグルド[37]

  - 仮面ライダードライブ シークレット・ミッション type TOKUJO（タイプ・特状）（2015年）
  - てれびくん超バトルDVD 仮面ライダードライブ シークレット・ミッション type LUPIN ～ルパン、最後の挑戦状～（2015年）
  - ドライブサーガ 仮面ライダーチェイサー（2016年）

### Web配信
- ネット版 仮面ライダー×スーパー戦隊 スーパーヒーロー大変 〜犯人はダレだ?!〜（2012年） - ゴーカイシルバー
- ネット版 仮面ライダー×スーパー戦隊×宇宙刑事 スーパーヒーロー大戦乙!〜Heroo!知恵袋〜あなたのお悩み解決します!（2013年）
- ネット版 仮面ライダーウィザード イン マジか!?ランド（2013年）
- dビデオスペシャル 仮面ライダー4号（2015年）
- 仮面ライダーアマゾンズ（2016年） - モグラアマゾン[38]、タクシー運転手 役
- シリーズ怪獣区 ギャラス（2019年2月2日、東映特撮ファンクラブ） - ギャラス[39]
- 仮面ライダージオウ スピンオフ PART2『RIDER TIME 仮面ライダー龍騎』（2019年）
- 鎧武外伝 仮面ライダーグリドンVS仮面ライダーブラーボ（2020年） - 仮面ライダーブラーボ[40]
- RIDER TIME 仮面ライダーディケイド VS ジオウ ディケイド館のデス・ゲーム（2021年）
- RIDER TIME 仮面ライダージオウ VS ディケイド 7人のジオウ！（2021年）

### 戦隊ヒーローショー
- 魔法戦隊マジレンジャー（2005年）
  - 「夢の競演！最強ユニット結成!!」
  - 「魔法大戦！奇跡の兄弟パワー発動!!」
  - 「魔法伝説！無敵のパワー覚醒!!だニャ〜」
  - 「ヒカルの勇気！マジで決めるぜ最終決戦!!」
- 轟轟戦隊ボウケンジャー（2006年） - ボウケンブラック（5期）[41]
  - 「轟轟戦隊ボウケンジャー スカイシアターに現る！」
  - 「轟轟合体！ダイボウケン出動!!」
  - 「真夏の大冒険！甦れ伝説の戦士たち！」
  - 「スーパー戦隊シリーズ30作、仮面ライダーシリーズ30周年記念・ダブルヒーローフェスティバル」
  - 「カブト参戦！燃えろ友情の冒険魂!!」
  - 「未来への冒険！素顔の戦士ラストミッション!!」
- 獣拳戦隊ゲキレンジャー（2007年） - ゲキチョッパー[42]
  - 「獣拳戦隊ゲキレンジャー！スカイシアターに現わる!!」
  - 「ゲキワザ！獣拳合体！ゲキトージャ出激気!!」
  - 「俺、参上！友情の電激気パワー炸裂!!」
  - 「新拳士現わる！奇跡の大集激気!!」
  - 「目覚めろ野獣の力！突激気大作戦!!」
  - 「獣拳結集！衝激気のファイナルバトル!!」